# Saddle Peak (berg i Indien)
Saddle Peak är ett berg i Indien.   Det ligger i unionsterritoriet Andamanerna och Nikobarerna, i den sydöstra delen av landet, 2 400 km sydost om huvudstaden New Delhi. Toppen på Saddle Peak är 732 meter över havet. Saddle Peak ligger på ön North Andaman.
Terrängen runt Saddle Peak är kuperad västerut, men österut är den platt. Havet är nära Saddle Peak österut. Saddle Peak är den högsta punkten i trakten. Det finns inga samhällen i närheten. I omgivningarna runt Saddle Peak växer i huvudsak städsegrön lövskog.